# Lyonia myrtilloides
Lyonia myrtilloides är en ljungväxtart som beskrevs av August Heinrich Rudolf Grisebach. Lyonia myrtilloides ingår i släktet Lyonia och familjen ljungväxter. Inga underarter finns listade i Catalogue of Life.